# مارال ترکمان
مارال ترکمان (زادهٔ ۵ آذر ۱۳۸۱) بازیکن فوتسال اهل ایران و از اعضای کنونی تیم ملی فوتسال زنان ایران است. او در هفدهمین دورهٔ لیگ برتر فوتسال زنان در فصل ۱۴۰۰–۰۱ با ۱۹ گل به عنوان خانم گل انتخاب شد.

## زندگی شخصی
او خواهر مهدی ترکمان، بازیکن فوتبال حاضر در لیگ برتر ایران است.

## دوران ورزشی
ترکمان در فصل کنونی لیگ برتر فوتسال زنان ایران برای تیم پیکان تهران بازی می‌کند.
وی در رقابت‌های جام ملت‌های آسیا 2025 خوش درخشید و با زدن دو گل از سه گل ایران در مسابقه ی رده بندی موجبات راهیابی ایران به جام جهانی را فراهم نمود

## افتخارات
او بهترین بازیکن و پدیده فصل ۴۰۲ _۴۰۳ فوتسال ایران شد 
کسب مقام سوم مسابقات فوتسال قهرمانی آسیا 2025به میزبانی چین .

## م. نابع
1. 1 2  اسماعیلی، حامد (۴ خرداد ۱۳۹۹). «مارال ترکمان؛ پدیده ای که منتقدانش را سرافکنده کرد». افرا ورزش. دریافت‌شده در ۲۱ ژوئیهٔ ۲۰۲۳.
2. 1 2  مهدوی، فاطمه (۱۴ فروردین ۱۳۹۹). «بانوی ملی‌پوش: انتخاب فوتسال به جای فوتبال بزرگ‌ترین تصمیم سال ۹۸ من بود». ایرنا. دریافت‌شده در ۲۱ ژوئیهٔ ۲۰۲۳.
3. ↑  مومی‌وند، معصومه (۲۶ فروردین ۱۴۰۱). «مارال ترکمان خانم گل فوتسال زنان شد». ایسنا. دریافت‌شده در ۲۰۲۳-۰۷-۲۱.
4. ↑  «گفت و گو با تنها خواهر و برادر فوتبال ایران/عکس». خبرآنلاین. ۱۵ دی ۱۳۹۸. دریافت‌شده در ۲۱ ژوئیهٔ ۲۰۲۳.
5. ↑  اسماعیلی، حامد (۱ مرداد ۱۴۰۱). «فرزانه توسلی، مارال ترکمان و مهسا علی مددی در پیکانورزش ایران». افرا ورزش. دریافت‌شده در ۲۱ ژوئیهٔ ۲۰۲۳.